# Gemma Bovery (film)
Pour les articles homonymes, voir Gemma Bovery et Bovery.
Pour plus de détails, voir Fiche technique et Distribution.
Gemma Bovery est un film franco-britannique réalisé par Anne Fontaine, sorti en 2014.
Il s'agit d'une adaptation de la bande dessinée éponyme de Posy Simmonds publiée en 1999, librement inspirée de Madame Bovary de Gustave Flaubert.

## Synopsis
Ayant découvert que son amant Patrick la trompait, Gemma, une jeune artiste, décoratrice d'intérieur à ses heures, épouse un restaurateur de meubles, Charlie Bovery. Décidé à prendre un nouveau départ, le couple achète en Normandie une fermette. Dès leur arrivée, ils font la connaissance de leur voisin Martin, boulanger du village, passionné de littérature, qui tombe instantanément amoureux de la ravissante jeune Anglaise. Lorsque celle-ci entame une liaison avec Hervé, le fils du château, Martin, consterné, craint qu'elle ne connaisse le même destin tragique que l'Emma du chef d’œuvre de Gustave Flaubert.

## Fiche technique
Sauf indication contraire, les informations mentionnées dans cette section peuvent être confirmées par la base de données cinématographiques IMDb,  présente dans la section « Liens externes ».
- Titre : Gemma Bovery
- Réalisation : Anne Fontaine

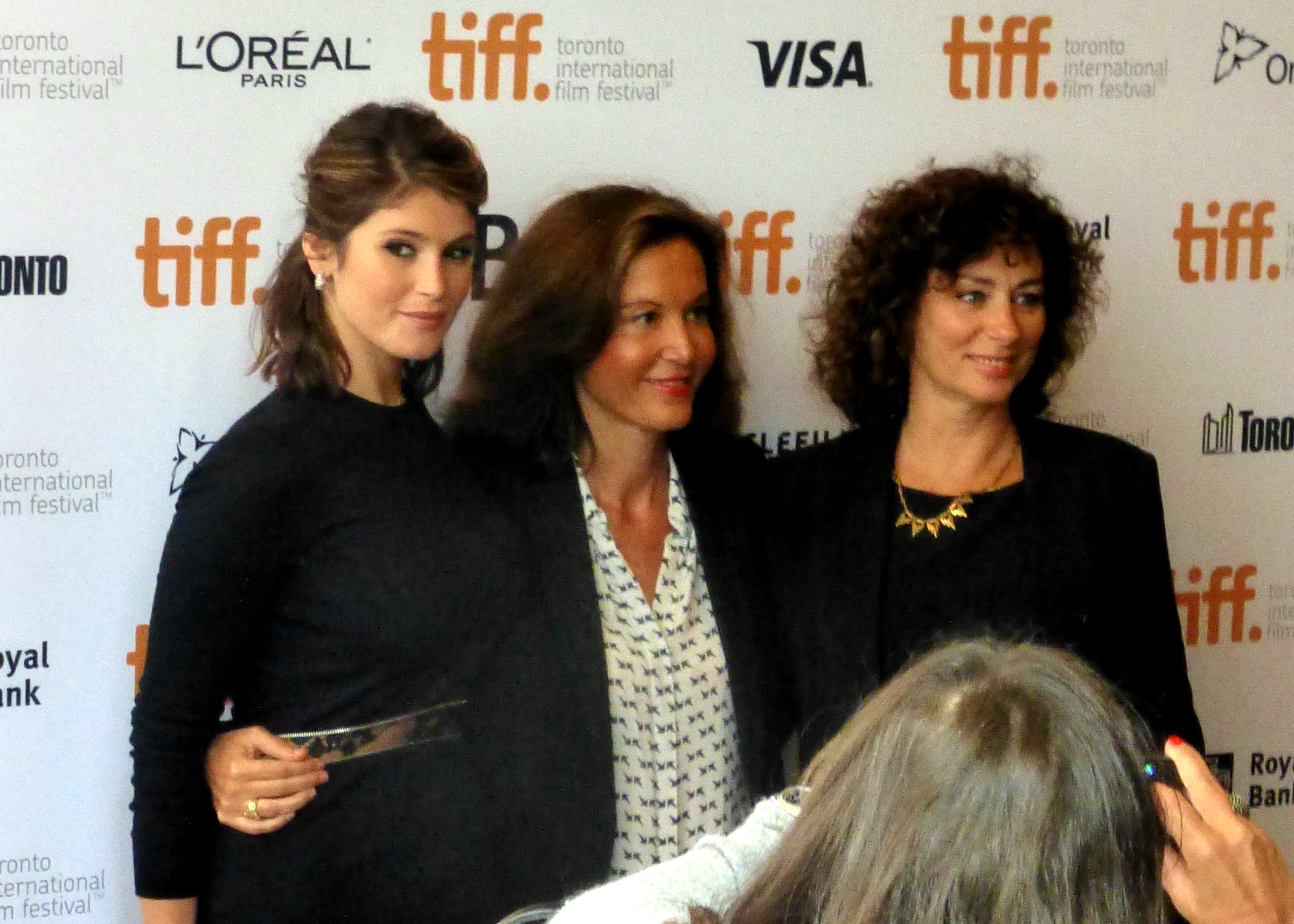
Gemma Arterton, Anne Fontaine et Isabelle Candelier lors de la première du film au Festival de Toronto, en septembre 2014.

- Scénario : Anne Fontaine et Pascal Bonitzer, d'après la bande dessinée de Posy Simmonds
- Photographie : Christophe Beaucarne
- Son : Brigitte Taillandier
- Montage : Annette Dutertre
- Casting : Andy Pryor
- Décors : Arnaud de Moleron
- Costumes : Pascaline Chavanne
- Musique : Bruno Coulais
- Directeur de production : Frédéric Blum
- Production : Philippe Carcassonne et Matthieu Tarot
- Sociétés de production : Albertine Productions, Ciné@, Gaumont, France 2 Cinéma, Cinéfrance 1888, Canal+, France Télévisions, OCS, Ruby Films et BFI
- Société de distribution : Gaumont
- Budget : 9,72 millions d'euros[2]
- Pays :  France,  Royaume-Uni
- Langue : français et anglais[3]
- Formats de projection: couleur par Technicolor — 2,35:1 — format SRMemory (4K) — son Dolby Digital
- Durée : 99 minutes[4]
- Genre : comédie dramatique
- Dates de sortie[5],[4]:
  -  Canada : 6 septembre 2014 (Festival international du film de Toronto 2014)
  -  France et  Belgique : 10 septembre 2014
  -  États-Unis : 29 mai 2015 (sortie limitée)
  -  Royaume-Uni : 21 août 2015

## Distribution
- Fabrice Luchini : Martin Joubert
- Gemma Arterton : Gemma Bovery
- Jason Flemyng : Charlie Bovery, mari de Gemma
- Isabelle Candelier : Valérie Joubert, épouse de Martin
- Niels Schneider : Hervé de Bressigny
- Mel Raido : Patrick Large, ex de Gemma
- Elsa Zylberstein : Wizzy
- Éric Herson-Macarel : Dave Matthews
- Kacey Mottet Klein : Julien Joubert, fils de Martin et Valérie
- Édith Scob : Madame de Bressigny, mère d'Hervé
- Pip Torrens : Rankin, mari de Wizzy
- Philippe Uchan : le docteur Rivière
- Pascale Arbillot : Madame Mercier, la nouvelle voisine des Joubert
- Christian Sinniger : un producteur de calvados
- Marie-Bénédicte Roy : Madame Rivière
- Pierre Alloggia : Producteur de calva 2
- Gaspard Beaucarne : Rémi
- Patrice Le Mehauté : Le maître d'hôtel
- Jean-Yves Freyburger : Client au restaurant (non crédité)
- Marianne Viville : Pandora

## Projet et réalisation

### Production
Lors de la promotion de son précédent film, Perfect Mothers, la réalisatrice Anne Fontaine parla sur le site AlloCiné du projet de Gemma Bovary : « C’est tiré d’un roman graphique [de  Posy Simmonds] qui s’appelle Gemma Bovery et c’est l’histoire d’un couple d’Anglais qui vient vivre en Normandie, là où Flaubert a écrit Madame Bovary. C’est une comédie, je pense, vraiment très amusante entre Anglais et Français, et qui tourne autour d’une Bovary d'aujourd’hui »,.
Côté casting, on retrouve Fabrice Luchini, qui a annoncé sa présence sur le film au journal Le Parisien, ainsi que celle de l'actrice britannique Gemma Arterton, qui connaît déjà l'univers de l'auteur du roman dont est adapté le film, Posy Simmonds, puisqu'Arterton a déjà interprété le personnage principal de l'adaptation cinématographique du roman graphique Tamara Drewe, également écrit par Simmonds,.
Le tournage de Gemma Bovery a débuté fin août 2013 et s'est étalé sur quarante-trois jours entre la Haute-Normandie, Paris et Londres. Certaines scènes ont été tournées à Lyons-la-Forêt du 26 au 30 août 2013 et à Rouen entre fin septembre et début octobre 2013,,.

### Musiques
La musique originale est composée et orchestrée par Bruno Coulais.
Les musiques additionnelles sont :
- Casta Diva de Norma de Vincenzo Bellini
- Le Beau Danube bleu de Johann Strauss II
- Concerto no 1 en sol mineur - Andante, de Haendel
- Bambou d'Alain Chamfort, composée par Alain Chamfort, et écrite par Serge Gainsbourg
- Jimmy et Cotonflower interprétées par Moriarty
- Square 1234 interprétée par Alice Lewis
- Can You interprétée par Rubin Steiner
- Elevator Easy, instrumental
- Plaine, ma plaine interprétée par les Chœurs de l'Armée rouge

## Réception

### Accueil critique
Gemma Bovery obtient un bon accueil de la part des critiques professionnels, avec une moyenne de 3,4⁄5 sur le site AlloCiné, pour 27 critiques. Dans les pays anglophones, le film obtient un accueil mitigé, avec 58 % d'avis positifs sur le site Rotten Tomatoes, pour 36 critiques et une moyenne de 6,3⁄10 et un score de 58⁄100 sur le site Metacritic, pour 17 critiques.

### Box-office
| Lieu       | Box-office      | Arrêt du box-office | Nb. de semaines |
| ---------- | --------------- | ------------------- | --------------- |
| Mondial    | 4 537 544 $     | 30 août 2015        | (en cours)      |
| États-Unis | 191 512 $       | 30 août 2015        | (en cours)      |
| France     | 571 268 entrées | 7 janvier 2015      | 17              |

Distribué dans 353 salles, Gemma Bovery parvient à prendre la première place du box-office français avec 231 154 entrées en première semaine d'exploitation, détrônant ainsi Lucy, qui occupait cette position durant cinq semaines consécutives. Toutefois, la semaine suivante, il chute de six places avec 130 934 entrées, soit une chute de près de 44 %, qui lui permet de cumuler 362 088 entrées. Il s'agit d'un résultat en dessous du précédent film avec Fabrice Luchini en vedette, Alceste à bicyclette qui, en deux semaines, avait cumulé 583 581 entrées. Lors de sa troisième semaine, le film chute à la dixième place avec 88 096 entrées supplémentaires enregistrées durant cette période, soit une baisse de 32,8 %, malgré une hausse de 53 salles (passant ainsi à 406 salles), ce qui lui fait totaliser 450 184 entrées. Il enregistre un résultat de 505 406 entrées en quatrième semaine, après avoir obtenu 55 222 spectateurs supplémentaires (soit une baisse de 37,3%), le faisant chuter à la douzième place.
Selon une étude de BFM Business avec 571 268 entrées totalisées au cours de son exploitation pour un budget de 9 720 000 euros, Gemma Bovery affiche un taux de rentabilité de 32,73 %, soit une perte de plus de 6 000 000 €.

## Distinctions

### Sélections
- Festival international du film de Toronto 2014 : sélection « Special Presentations »